# Makilingia flavifrons
Makilingia flavifrons är en insektsart som beskrevs av Melichar 1923. Makilingia flavifrons ingår i släktet Makilingia och familjen dvärgstritar. Inga underarter finns listade i Catalogue of Life.